# Худинге
Худинге (на шведски: Huddinge kommun) е името на община и съответния административен център, разположени в лен Стокхолм, източна централна Швеция. Худинге е предградие (град-сателит) на Стокхолм. Намира се на около 15 km на юг от централната част на Стокхолм. Има жп гара. Населението на града и общината е 102 557 души (към 31 декември 2013).

## Личности
Родени
- Магнус Хедман (р. 1973), шведски футболен вратар

## Побратимени градове
- Ашим, Норвегия
- Вантаа, Финландия